# 火山弾

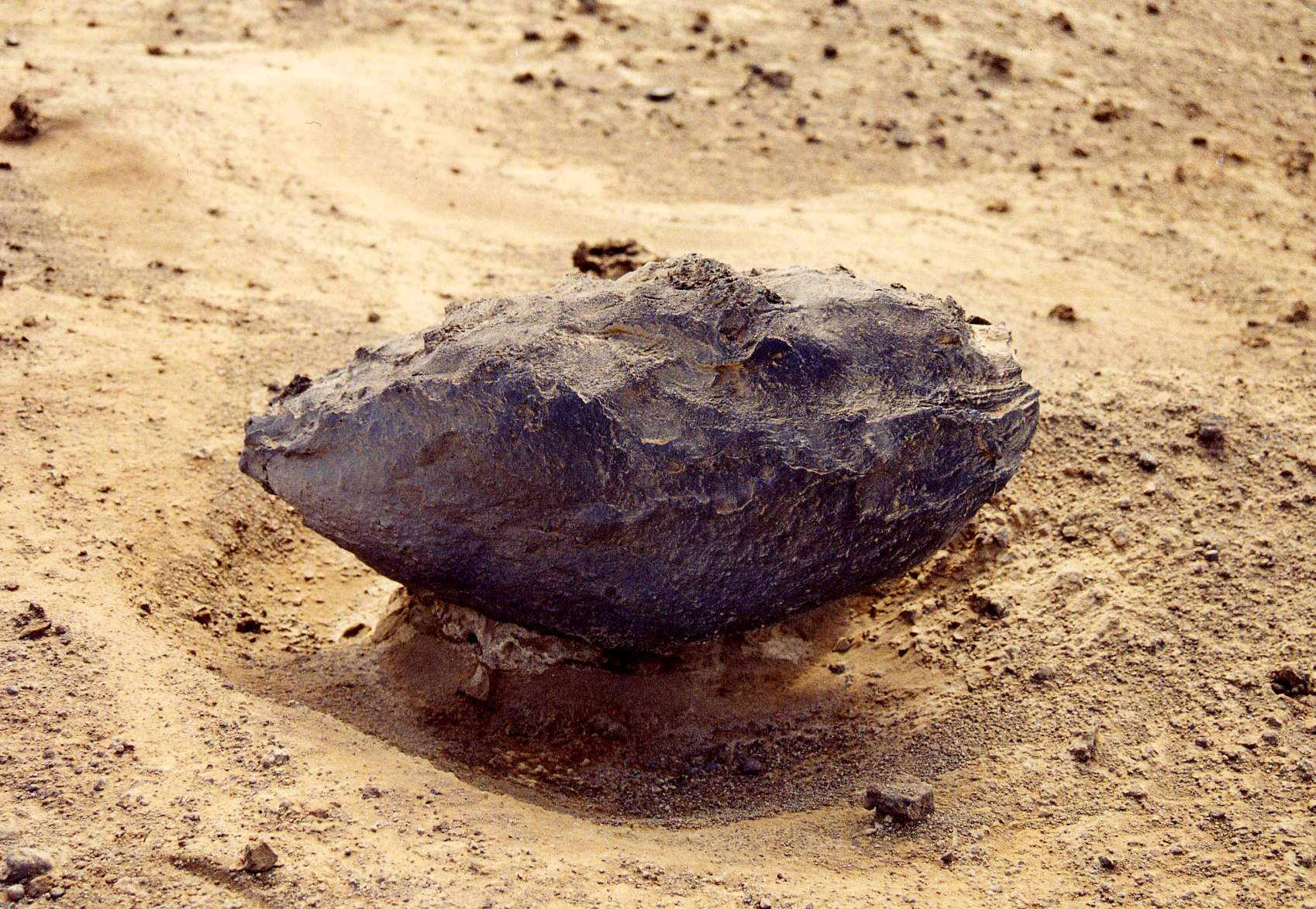
紡錘状火山弾。アゾレス諸島・ファイアル(Faial)島のカペリーニョス(Capelinhos)火山で。

火山弾（かざんだん、英: volcanic bomb）とは、火山の噴火で溶岩の一部が放出される際に、飛散しながら冷却・形成される直径64mmより大きい紡錘状・球状・リボン状・パン皮状などの特徴的形態をもつ火山岩塊である。

## 解説
火山弾は火口から数km飛散することもある。例えば2011年の新燃岳噴火では、火口から3.2kmの地点に直径70cmの火山弾が飛散した。日本では、噴火活動が活発化した際に、噴火警戒レベルが引き上げられ、火口から2～4km程度までの範囲で警戒が呼びかけられることが多いが、これは想定される火山弾の飛散距離を踏まえて決められている場合がしばしばある。
多くの場合、火山弾は地面に達する前に冷えて固まるが、牛糞状火山弾などのように着地した時点で固化していなかったことを示すものもある。
しばしば巨大な火山弾も見つかっており、例えば1935年の浅間山噴火では約5-6mのものが火口から約600mも飛散した。さらに同火山の1532年の噴火により、直径25m以上のものが残っているとされる。
火山が日中に噴火した場合、火山弾は登山・観光客にしばしば深刻な被害を引き起こし、飛散する領域内で死傷者を出すことがある。その例として1993年にコロンビアのガレラス山で発生した事例が挙げられるが、この噴火は突然発生したこともあり山頂近くにいた6人が死亡し数名が重傷を負った。
気象庁では「噴石」を防災用語として使用しており、噴火の際に風の影響をあまり受けずに弾道を描いて飛散する20～30cm以上の噴出物を「大きな噴石」、それより小さく風に流されて降るものを「小さな噴石」としている。基本的には前者が火山岩塊、後者が火山礫として使用されており、火山弾は主に前者に該当する。

## 火山弾の種類

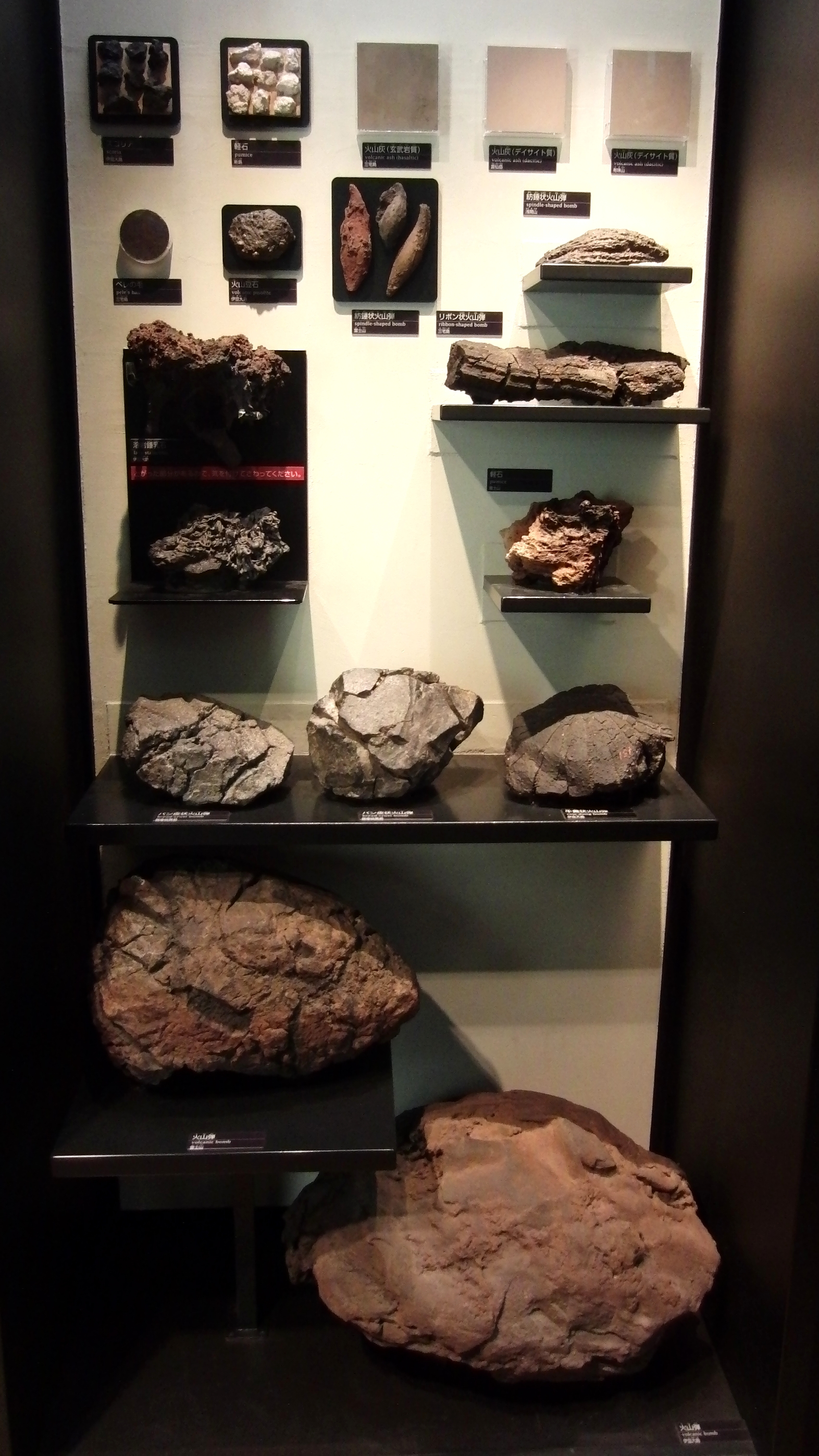
日本で採集された様々な火山弾。国立科学博物館の展示。

火山弾は、その形状から名前がつけられている。なお形状は火山弾を形成するマグマの流動性に依存している。

### 種類
リボン状火山弾
流動性が高い（もしくは中程度の）マグマから形成され、不規則な紐や滴として火口から放出される。空中を飛んでいる間に長く引き伸ばされるが、非常にもろいため着弾時に細かく割れてリボン状となる。断面は円状か平板状で、長さ方向に溝が刻まれ、平たい気泡が生じる。
球状火山弾
このタイプの火山弾も流動性の高い（もしくは中程度の）マグマから形成される。表面張力が球状を形作るのに重要な役目を負っている。
紡錘状火山弾
このタイプの火山弾は球状火山弾と同様に形成される。飛行中の回転によって火山弾はねじられ、細長くアーモンド状になる。紡錘状火山弾は縦長の溝で特徴付けられるが、一方は他方に比べて若干滑らかで平らである。この平らな側は、落下時に空気抵抗を受けた側（下側）であったことを示している。
牛糞状火山弾
流動性の高いマグマが適当な高さから落下したとき（つまり地面に着弾するときにまだ流動性を残している）に形成される。その結果、平らになるか牛糞のような不規則な円盤状に広がる。
パン皮状火山弾(breadcrust bomb)
火山弾の外側が飛行中に先に固まってしまうと、火山弾の内部がまだ膨張を続けるために（マグマ中のガスが気泡となることが考えられる）外側にひびが発達し、パン皮状火山弾が形成される。
核がある火山弾
このタイプの火山弾は、先に固まった核を捕獲するようにして形成される。核はより以前の噴火の際の破片からなる。珍しいパターンとしては、同じ噴火で生成され先に固まった核を、まだ固まらないマグマが取り込んで火山弾となるケースもある。

### 分類表
日本の地質学者は1930年頃以前には火山砕屑岩に関して無関心であった。定義は曖昧で「粗粒火山砕屑岩」はひとくくりにされ火山屑岩や集塊岩、集塊溶岩、泥溶岩などの用語が用いられた。1940年代に火山学者の久野や佐渡らの数名によって現在の分類の元になるもの（旧基準）が作られた。その後、研究の進展と共にこの分類を元にして細分化された。1966年、Richard V.Fisher による分類（新基準）が提唱され、1979年荒牧重雄らは普及を計った。
日本の火山学分野では新基準の採用に混乱は生じなかったが、1990年代前半の工学分野（応用地学）や出版（教科書）分野では1996年時点で新旧の混在が指摘された。
堆積の仕方による分類。
1. 降下火山灰（軽石、岩滓）堆積物
2. 爆発破片堆積物
3. 火砕流堆積物
4. 泥流堆積物

#### 旧基準
火山放出物の分類（旧基準）
| 放出（抛出）時の状態 | 個体または半固体                    | 流動体                    | 流動体                        |                  |
| 破片の大きさ         | 破片の形態・構造                    | 破片の形態・構造          | 破片の形態・構造              | 破片の形態・構造 |
| -------------------- | ----------------------------------- | ------------------------- | ----------------------------- | ---------------- |
| 破片の大きさ         | 1) 特定の形態内部構造を有しないもの | 2) 特定の形態を有するもの | 3) 特定の内部構造を有するもの |                  |
| >32mm                | 火山角礫岩 火山岩塊                 | 火山弾 溶岩餅             | 軽石 スコリア                 |                  |
| 32mm - 4mm           | 火山礫                              | 火山弾 溶岩餅             | 軽石 スコリア                 |                  |
| < 4mm                | 火山灰                              | ペレーの毛 ペレーの涙     | ペレーの毛 ペレーの涙         |                  |

火山砕屑岩の分類（旧基準）、
| 放出（抛出）時の状態 | 個体または半固体                    | 流動体                                         | 流動体                        |                  |
| 破片の大きさ         | 破片の形態・構造                    | 破片の形態・構造                               | 破片の形態・構造              | 破片の形態・構造 |
| -------------------- | ----------------------------------- | ---------------------------------------------- | ----------------------------- | ---------------- |
| 破片の大きさ         | 1) 特定の形態内部構造を有しないもの | 2) 特定の形態を有するもの                      | 3) 特定の内部構造を有するもの |                  |
| >32mm                | 火山角礫岩 凝灰角礫岩               | 凝灰集塊岩 岩滓集塊岩 溶岩餅凝灰（岩滓）集塊岩 | 軽石凝灰岩 岩滓凝灰岩         |                  |
| 32mm - 4mm           | 火山礫凝灰岩                        | 凝灰集塊岩 岩滓集塊岩 溶岩餅凝灰（岩滓）集塊岩 | 軽石凝灰岩 岩滓凝灰岩         |                  |
| < 4mm                | 凝灰岩                              |                                                |                               |                  |

久野久(1965)『火山砕屑岩の分類』より引用し改変

#### 新基準
1979年代荒牧重雄らによる分類
火山砕屑物
| 粒子の直径 | 特定の外形や内部構造をもたないもの | 特定の外形（構造）をもつもの        | 粒子が多孔質のもの    |
| ---------- | ---------------------------------- | ----------------------------------- | --------------------- |
| >64mm      | 火山岩塊                           | 火山弾 溶岩餅 ペレーの毛 ペレーの涙 | 軽石 スコリア（岩滓） |
| 64mm - 2mm | 火山礫                             | 火山弾 溶岩餅 ペレーの毛 ペレーの涙 | 軽石 スコリア（岩滓） |
| < 2mm      | 火山灰                             | 火山弾 溶岩餅 ペレーの毛 ペレーの涙 | 軽石 スコリア（岩滓） |

火砕岩
| 粒子の直径 | 特定の外形や内部構造をもたないもの | 特定の外形（構造）をもつもの             | 粒子が多孔質のもの        |
| ---------- | ---------------------------------- | ---------------------------------------- | ------------------------- |
| >64mm      | 火山角礫岩                         | 凝灰集塊岩 アグルチネート （岩滓集塊岩） | 軽石凝灰岩 スコリア凝灰岩 |
| 64mm - 2mm | ラビリストーン                     | 凝灰集塊岩 アグルチネート （岩滓集塊岩） | 軽石凝灰岩 スコリア凝灰岩 |
| < 2mm      | 凝灰岩                             |                                          |                           |